# Озтекин, Ясин
Яси́н Озтеки́н (нем. и тур. Yasin Öztekin; 19 марта 1987, Дортмунд, Германия) — турецкий и немецкий футболист, вингер клуба «Буджаспор 1928».

## Биография
Дед Ясина Озтекина переехал из Кыршехира в Германию в 1960-х в качестве гастарбайтера, его семья пустила корни в Дортмунде. Родители Ясина, будучи большими поклонниками футбола, уже в пятилетнем возрасте определили его в футбольную школу «Алемания Шарнхорст». Отец Ясина работал тренером в этой школе.
В 1996 году Озтекин сменил «Алеманию» на футбольную академию дортмундской «Боруссии». Десять лет он провёл в молодёжных командах различных возрастных категорий, а в сезоне 2006/07 был заявлен за вторую команду клуба. Ясин пять лет играл за вторую команду «Боруссии», проведя за это время 110 матчей и забив 17 голов. Перед сезоном 2008/09 Ясин был заявлен за основную команду «Боруссии», но провёл в первенстве всего один матч. Этот единственный матч в Бундеслиге состоялся 31 января 2009 года против леверкузенского «Байера» и закончился вничью 1:1. Ясин на 70-й минуте заменил Нури Шахина.
3 января 2011 года Озтекин в качестве свободного агента перешёл в турецкий клуб «Генчлербирлиги». Он сразу же стал одним из основных игроков команды и за полтора сезона сыграл за неё в турецкой Суперлиге 50 матчей и забил 8 голов. Перед началом сезона 2012/13 Озтекин подписал четырёхлетний контракт с «Трабзонспором». С этой командой он получил первый опыт участия в еврокубках, приняв участие в двух матчах Лиги Европы, а также дошёл до финала Кубка Турции, где «Трабзонспор» уступил «Фенербахче» со счётом 0:1.
В июле 2013 года Озтекин перешёл в клуб «Кайсери Эрджиесспор», заплативший за его переход 417 тысяч евро, и подписал с ним контракт на три года. Кроме того, «Трабзонспор» получил право на 20 % от трансферной суммы в случае дальнейшей продажи футболиста. В «Эрджиесспоре» Ясин воссоединился с тренером Фуатом Чапа, под началом которого начинал играть в «Генчлербирлиги», однако Чапа покинул команду уже в середине сезона. За сезон в «Эрджиесспоре» Озтекин сыграл в чемпионате Турции 28 матчей, забил 6 голов и отдал 8 голевых передач.
В августе 2014 года Озтекин перешёл в «Галатасарай», заплативший за него 2,5 млн евро. Контракт был подписан на четыре года.

## Достижения
«Галатасарай»
- Чемпион Турции (2): 2014/15, 2017/18
- Обладатель Суперкубка Турции: 2015